# هوشنگ حریرچیان
هوشنگ حریرچیان (۲۰ مرداد ۱۳۱۱ – ۳۰ مرداد ۱۴۰۳ ) بازیگر سینما و تلویزیون اهل ایران بود.

## فعالیت هنری
او فعالیت هنری خود را از دی ۱۳۲۶ در تئاتر اصفهان با مدیریت ناصر فرهمند آغاز کرد. در شهریور ۱۳۳۲ به تئاتر سپاهان با مدیریت علی صمدی پیوست و از سال ۱۳۳۸ رسماً در رادیو اصفهان به عنوان هنرپیشه، گوینده، تهیه‌کننده، گزارشگر، کارگردان و مجری برنامه‌های تفریحی-هنری شروع به کار کرد. او در سال ۱۳۴۸ اولین تجربه تلویزیونی خود به نام «عکاس باشی» را انجام داد و فعالیت سینمایی خود را با بازی در فیلم «جعفر خان» به کارگردانی علی حاتمی آغاز نمود. حریرچیان پس از ۶۰ سال فعالیت با بازی در سریال آشپزباشی دیده شد و با مجموعه تلویزیونی ساختمان پزشکان در نقش پدر نیما (بهنام تشکر) به شهرت رسید از دیگر نقش‌های وی بازی در سریال پژمان و فیلم تلویزیونی تاکسی پلیس بود. حریرچیان تا سال ۱۴۰۳ به فعالیت سینمایی و تلویزیونی خود ادامه داد.

## درگذشت
هوشنگ حریرچیان، ۳۰ مرداد ۱۴۰۳ به علت کهولت سن در سن ۹۲ سالگی در اصفهان درگذشت. و در آرامستان باغ رضوان اصفهان دفن شد.

## فیلم‌شناسی

### سینمایی
- آخرین شب نیایش (۱۴۰۰)
- معجزه عشق (۱۳۹۹)
- وای آمپول (۱۳۹۷)
- عشق سهراب (۱۳۹۵)
- عزیز میلیون دلاری (۱۳۹۵)
- خان هشتم (۱۳۹۲)
- دونده (۱۳۹۲)
- تاکسی پلیس(۱۳۹۱)
- اختراع آقاجون (۱۳۹۲)
- یحیی (۱۳۹۱)
- عمو خسیس من (۱۳۹۰)
- شما پلیسید؟ (۱۳۸۹)
- سرباز فراری (۱۳۸۸)
- لیموترش (۱۳۸۹)
- ورود زنده‌ها ممنوع (۱۳۸۸)
- دو خواهر (۱۳۸۷)
- پوست موز (۱۳۸۷)
- قاعده بازی (۱۳۸۵)
- یک بوس کوچولو (۱۳۸۴)
- کودکانه (۱۳۸۱)
- فرش باد (۱۳۸۱)
- گاهی به آسمان نگاه کن (۱۳۸۱)
- جعفرخان از فرنگ برگشته (۱۳۶۶)

### مجموعه تلویزیونی
- خاتون (۱۳۹۴)
- رفیق (۱۳۹۳)
- سایه سلطان (۱۳۹۱)
- پژمان (۱۳۹۱)
- ساختمان پزشکان (۱۳۹۰)
- آشپزباشی (۱۳۸۸)
- تفنگ سرپر (۱۳۸۱)
- یکی بود یکی نبود
- هشت بهشت (۱۳۶۹)
- عکاس‌باشی (۱۳۴۸)